# بونیتوی آتلانتیک
بونیتوی آتلانتیک (نام علمی: Sarda sarda) نام یک گونه از تبار بونیتو است.